# Hablingbo
Hablingbo är en kyrkby i Hablingbo socken i Gotlands kommun, belägen på södra Gotland. SCB har för bebyggelsen i byn Medebys, väster om kyrkan, avgränsat en småort, tidigare benämnd Hablingbo och Medebys, men där någon bebyggelse runt kyrkan inte omfattas. 
Hablingbo kyrka är en romansk stenkyrka från 1200-talet med en utstuderad portal från sent 1100-tal.
I närheten finns en gård från 1700- och 1800-talen som numera är museum, Petesgården.